# Milne-Edwards wezelmaki
De Milne-Edwards wezelmaki (Lepilemur edwardsi)  is een zoogdier uit de familie van de wezelmaki's (Lepilemuridae). De wetenschappelijke naam van de soort werd voor het eerst geldig gepubliceerd door Charles Immanuel Forsyth Major in 1894.

## Voorkomen
De soort komt voor in het noordwesten van Madagaskar.
Lepilemur aeeclis · Lepilemur ahmansoni · Lepilemur ankaranensis · Lepilemur betsileo · Grijsrugwezelmaki (Lepilemur dorsalis) · Milne-Edwards wezelmaki (Lepilemur edwardsi) · Lepilemur fleuretae · Lepilemur grewcocki · Lepilemur hollandorum · Lepilemur hubbardi · Lepilemur jamesi · Witvoetwezelmaki (Lepilemur leucopus) · Kleintandwezelmaki (Lepilemur microdon) · Lepilemur milanoii · Grote wezelmaki (Lepilemur mustelinus) · Lepilemur otto · Lepilemur petteri · Lepilemur randrianasoloi · Roodstaartwezelmaki (Lepilemur ruficaudatus) · Lepilemur sahamalaza · Lepilemur scottorum · Lepilemur seali · Noordelijke wezelmaki (Lepilemur septentrionalis) · Lepilemur tymerlachsoni · Lepilemur wrighti